# Liste der Kunstwerke im öffentlichen Raum in Oelsnitz/Erzgeb.
Diese Liste gibt Überblick über die Kunstwerke im öffentlichen Raum in Oelsnitz/Erzgeb. in Sachsen.
In der Stadt wurde in den letzten Jahrzehnten eine zeitgenössische künstlerische Auseinandersetzung mit der historisch-wirtschaftlichen und künstlerischen Geschichte geführt. In verschiedenen Projekten und Wettbewerben wurden Ideen entwickelt und Kunstwerke realisiert. Historische Kunstwerke wie z. B. der Hermann-Rudolph-Brunnen, die bereits Eingang in die Liste der Kulturdenkmale in Oelsnitz/Erzgeb. gefunden haben findet man dort.

## Kunst im öffentlichen Raum
| Bild                                                   | Kunstwerk / Standort            | Künstler / Jahr                                                       | Anmerkungen |
| ------------------------------------------------------ | ------------------------------- | --------------------------------------------------------------------- | --- |
| „Raum-Zeit-Diagramm“                                   | Raum-Zeit-Diagramm Großskulptur | Paul Fuchs 2002                                                       | Die Großskulptur aus Metall entstand im Rahmen des „Kunstprojektes Oelsnitz“. Millionen von Jahren formte der „Organismus Erde“ das Erzgebirge. Das „Raum-Zeit-Diagramm“ bildet die Zeit nach, in der 9 m Höhe und die traditionelle Altstadt verloren gingen. Zart und langsam fing es 1890 an, breiter und schneller war’s in den 1940er Jahren, bis der Sturz im Jahr 1972 zur Ruhe kam. Wie eine Ampelanlage über der Straße ihre Signale zum Verkehrsablauf sendet, so soll das Diagramm Vergangenes vor Augen halten. |
| „Zeitsenkungskurve“                                    | Zeitsenkungskurve Großskulptur  | Paul Fuchs 2002                                                       | Die Großskulptur aus Metall entstand im Rahmen des „Kunstprojektes Oelsnitz“. In Erinnerung an die Nachwirkungen des Steinkohleabbaus wurden die 17,40 m hohe, spiralförmige Zeitsenkungskurve in Waldesruh, dem Ort der extremsten Senkung, errichtet. Diese zeigt die Bodensenkungen als Folge der Aushöhlung des Erdreichs auf. Den Knicken und Ecken kann man entnehmen, in welchem Zeitraum sich der Erdboden besonders schnell veränderte. |
| „Schachtziesch“                                        | Schachtziesch Plastik           | Janusz Radke 2008                                                     | Die Bronzeskulptur soll an Leben und Legenden der Bergleute erinnern. Die Ziegenhaltung trug häufig zum Lebensunterhalt ihrer Familien bei. Außerdem spielten diese Tiere als Schachtziesch eine wichtige Rolle in ihren Geschichten und Legenden. |
| „Reiner-Kunze-Stele“                                   | Reiner-Kunze-Stele Skulptur     | Klaus Hirsch 2009                                                     | Zu Ehren des Sohns der Stadt Oelsnitz wurde die Stele an der ehemaligen Vaterlandsgrube enthüllt. Der Schriftsteller Reiner Kunze wurde 1933 in Oelsnitz geboren und verließ die Stadt in jungen Jahren. Die Edelstahlstele trägt Kunzes Gedicht „Die Linde“ und hat neben der Benennung des Oelsnitzer Reiner-Kunze-Literaturpreises wesentlichen Anteil zur dauerhaften Verbindung der Stadt mit ihren Lyriker. |
| Erika Harbort vor ihrem Werk Wunderhorn                | Wunderhorn Skulptur             | Erika Harbort 2012                                                    | Die begehbare und mit Haldenwärme beheizte Edelstahl-Installation ging als Sieger aus dem Wettbewerb „Energiegarten Deutschlandschacht 2011“ hervor. Das Wunderhorn steht zum einen für die Erzählungen und Mythen des Erzgebirges, aber auch als tatsächliches Horn, also ein früher geläufiges Verständigungsmittel. Das Wunder besteht darin, dass die Bank im Innern warm ist und keiner weiß, woher die Wärme kommt, das überrascht in dieser windigen Höhe tatsächlich. |
| Oelsnitz-Stele                                         | Oelsnitz-Stele                  | Rainer-Maria Schubert 2012                                            | Die Plastik wurde bei der Umgestaltung des Rathausumfeldes als zentrales Element eines Sitzplatzes errichtet. Der Künstler hat auf der Kunststeinarbeit verschiedene Motive aus der Stadtgeschichte umgesetzt. |
| Brunnen „Schwarzes Gold“                               | Schwarzes Gold                  | Klaus Hirsch 2015                                                     | Der Brunnen aus schwarzem Basalt wurde im Entrée des Bürger- und Familienparks zentral vor dem ehemaligen Bahnhofsgebäudes errichtet. Das Objekt wird von einer zentralen Skulptur dominiert – orthogonal und diagonal zueinander versetzte Blocksteine symbolisieren gestapelte Bergbaustollen. Deren Enden werden jeweils bildhauerisch bearbeitet, spielen mit der Perspektive und erzeugen beim Betrachter das Bild des „Schwarzen Goldes“. Es symbolisiert den Lohn des Bergmanns, aber auch den Reichtum, den einst die Kohleförderung ihren Besitzern brachte. Bekrönt von einer stilisierten Grubenlampe wird die Skulptur durch sanfte Wasserspiele und Effektbeleuchtungen in Szene gesetzt. Die Grubenlampe, das Geleucht, steht hier für die immerwährende Sehnsucht des Bergmanns nach dem Tageslicht. Das sprudelnde Wasser steht symbolisch für die im Grubengebäude entdeckte thermale Sole, die zukünftig neuer Quell für die weitere Entwicklung der Stadt werden soll. |
| Mariensäule Oelsnitz/Erzgeb.                           | Mariensäule                     | Klaus Hirsch 2015                                                     | Die Mariensäule wurde im Rahmen der 7. Sächsischen Landesgartenschau Oelsnitz/Erzgeb. eingeweiht. Die schlichte Sandsteinsäule steht auf einem quadratischen Sockel. Das massive Kapitell aus schwarzem Marmor ist mit vergoldeten stilisierten Rosen verziert. Die Marienfigur, eine barhäuptige Statue der Jungfrau Maria, den Kopf leicht nach hinten geneigt, mit zum Gebet gefalteten Händen, ist eine Replik der Marienstatue der Partnerstadt Chodov. |
| Elisabeth und Reiner Kunze in der „Poesie der Energie“ | Poesie der Energie Installation | Frank Maibier 2015                                                    | Mit der Installation in Form eines Bodenmosaiks aus einer Tonne Steinkohle kombiniert mit dem Text „Unwirklicher Maitag“ des in Oelsnitz geborenen Schriftstellers Reiner Kunze setzt sich der Künstler mit der historisch-wirtschaftlichen und künstlerischen Geschichte der Stadt auseinander und schafft so einen Ort der Erinnerung und Poesie. |
| Bergmannskuh Oelsnitz/Erzgeb.                          | Bergmannskuh Plastik            | Erik Neukirchner 2018                                                 | Die lebensgroße Bronzeskulptur in Form einer erzgebirgischen Hausziege war Wettbewerbssieger eines künstlerischen Ideenwettstreites zur Gestaltung eines Wohnquartieres in der Oelsnitzer Franz-Schubert-Straße. Sie weist ähnlich wie die Schachtziesch auf den historischen Zusammenhang und die extenzielle Bindung zwischen Mensch und Tier hin. Gerade in Bergbauregionen, wo erschwerte Lebensbedingungen und Platzmangel herrschten, zählte die Ziege zu den wichtigsten Nutztieren. |
| Street-Art „De Cord“ in Oelsnitz/Erzgeb.               | De Cord im Wandel Street-Art    | Martin Tretner, Benjamin Knoblauch, Guido Günther, Markus Esche, 2020 | Das Fassadenbild an der Concordiastraße 28/30 ist als Street-Art-Projekt im Frühjahr 2020 entstanden. Es beschäftigt sich mit dem Wandel in der ehemaligen Bergbauregion. Die Concordiasiedlung „De Cord“ war erst Standort eines Kohleschachtes, dieser wurde zu Beginn der 1930er Jahre in eine Wohnsiedlung umgebaut. Die Entstehung des Kunstwerkes stellt den Auftakt für eine Umgestaltung der Siedlung dar. Auf der linken Seite des Bildes findet eine Reflexion zum Gemälde „Untersuchungen auf schlagende Wetter“ des Künstlers Willibald Mayerl statt. Die Bildmitte wird geprägt von einer historischen Ansicht der Bergbaulandschaft Oelsnitz. Auf der rechten Bildseite ist der zufriedenen Bergmanns Wenzel Seemann abgebildet. Sein Gesicht steht auch für die Ausstellung Kohleboom der Sächsischen Landesausstellung Industriekultur im Bergbaumuseum Oelsnitz/Erzgeb.                                                                                                  |